# Serie B 1964-1965 (pallacanestro maschile)
Il campionato di Serie B di pallacanestro maschile 1964-1965 è stato organizzato in Italia. Il terzo livello del basket italiano è diviso in più gironi su base regionale o interregionale.
Le squadre si incontrano in partite di andata e ritorno, la vittoria vale 2 punti, la sconfitta 1. Le prime classificate si scontrano in quattro concentramenti interregionali dai quali escono le quattro squadre che si sfideranno a Roma nel girone finale. Per la ristrutturazione dei campionati, le squadre che si sono classificate fino al quinto posto dei singoli gironi vengono ammesse alla nuova Serie C, mentre le altre retrocedono.

## Prima fase

### Girone ligure

#### Classifica
|  |    | Classifica finale 1964-1965 | Pt | G  | V  | P  | PtF | PtS |
|  | -- | --------------------------- | -- | -- | -- | -- | --- | --- |
|  | 1. | Italsider Genova            | 32 | 14 | 12 | 2  | -   | -   |
|  | 2. | Alcione Chiavari            | 27 | 14 | 11 | 3  | -   | -   |
|  | 3. | Basket Club Loano           | 25 | 14 | 9  | 5  | -   | -   |
|  | 4. | Marina La Spezia            | 25 | 14 | 7  | 7  | -   | -   |
|  | 5. | San Giorgio Savona          | 25 | 14 | 6  | 8  | -   | -   |
|  | 6. | Fusani La Spezia            | 23 | 14 | 6  | 8  | -   | -   |
|  | 7. | Vivaldi Genova              | 21 | 14 | 5  | 9  | -   | -   |
|  | 8. | CUS Genova                  | 18 | 14 | 0  | 14 | -   | -   |
|  | 9. | US Ospedaletti              | 9  | 14 | 0  | 14 | -   | -   |

### Girone lombardo
Vinto dal Pro Patria S. Pellegrino Milano

### Girone friulano
Vinto dal Hausbrandt Trieste

### Girone Veneto
vinto dal Leacril Edison Marghera

### Girone dell'Emilia-Romagna
vinto dal Libertas Rimini

### Girone toscano
Labor Viareggio, Pontedera, Cus Firenze, Libertas Livorno, Mens Sana Siena, Pistoia, Audax Carrara, Virtus Siena, Lucca, Affrico Firenze

### Girone sardo
Vinto dalla Esperia Cagliari

### Girone laziale
Vinto dalla Cestistica Civitavecchia

### Girone abruzzi
Vinto dal Teramo Basket

### Girone Lucano

#### Classifica
|  |    | Classifica finale 1964-1965      | Pt | G | V | P | PtF | PtS |
|  | -- | -------------------------------- | -- | - | - | - | --- | --- |
|  | 1. | Sporting Club Matera             | 11 | 6 | 5 | 1 | -   | -   |
|  | 2. | Cestistica Stella Azzurra Matera | 9  | 6 | 3 | 3 |     |     |
|  | 3. | Club Atletico Potenza            | 9  | 6 | 3 | 3 | -   | -   |
|  | 4. | Libertas Invicta Potenza         | 3  | 6 | 0 | 6 | -   | -   |

### Girone pugliese

#### Classifica
|  |     | Classifica finale 1964-1965    | Pt | G  | V  | P  | PtF  | PtS  |
|  | --- | ------------------------------ | -- | -- | -- | -- | ---- | ---- |
|  | 1.  | Nuova Pallacanestro Bari       | 33 | 18 | 15 | 3  | 1109 | 857  |
|  | 2.  | Dopo Lavoro Ferroviario Foggia | 31 | 18 | 13 | 5  | 1131 | 931  |
|  | 3.  | Ricciardi Taranto              | 31 | 18 | 13 | 5  | 1075 | 957  |
|  | 4.  | Libertas Russo Foggia          | 31 | 18 | 13 | 5  | 950  | 849  |
|  | 5.  | Vasco Monopoli                 | 29 | 18 | 13 | 5  | 843  | 812  |
|  | 6.  | Basket Brindisi                | 25 | 18 | 7  | 11 | 865  | 862  |
|  | 7.  | Ina Taranto                    | 25 | 18 | 7  | 11 | 876  | 907  |
|  | 8.  | Fiamma Taranto                 | 24 | 18 | 6  | 12 | 864  | 993  |
|  | 9.  | Libertas Lecce (-1)*           | 22 | 18 | 5  | 13 | 849  | 933  |
|  | 10. | Ina Basket Lecce               | 18 | 18 | 0  | 18 | 735  | 1196 |

- Lecce penalizzato di un punto per rinuncia. Il Basket Brindisi viene ripescato nella nuova Serie C per la rinuncia del Dopo Lavoro Ferroviario Foggia.

#### Risultati
| Risultati                      | BAR   | BRI   | LibFG | DLFG  | LibLE | BLEC   | MON   | INATa | RICTa | FIATa |
| ------------------------------ | ----- | ----- | ----- | ----- | ----- | ------ | ----- | ----- | ----- | ----- |
| Nuova Pallacanestro Bari       |       | 35-49 | 81-43 | 70-61 | 69-55 | 99-29  | 44-33 | 64-41 | 79-53 | 68-48 |
| Basket Brindisi                | 43-45 |       | 49-51 | 60-38 | 50-49 | 53-47  | 45-56 | 55-45 | 55-65 | 61-39 |
| Libertas Russo Foggia          | 52-47 | 33-28 |       | 55-46 | 2-0   | 90-24  | 59-47 | 62-55 | 57-52 | 74-42 |
| Dopo Lavoro Ferroviario Foggia | 44-47 | 74-49 | 55-53 |       | 76-39 | 110-45 | 54-46 | 71-51 | 69-61 | 81-55 |
| Libertas Lecce                 | 44-54 | 41-40 | 65-67 | 38-69 |       | 60-46  | 39-54 | 29-43 | 57-60 | 83-42 |
| Ina Basket Lecce               | 39-68 | 33-68 | 54-77 | 51-58 | 48-64 |        | 34-51 | 49-65 | 41-51 | 43-46 |
| Vasco Monopoli                 | 60-56 | 41-35 | 40-38 | 42-48 | 53-54 | 50-33  |       | 41-30 | 45-37 | 53-48 |
| Ina Taranto                    | 60-65 | 49-44 | 41-48 | 54-57 | 55-47 | 54-38  | 45-35 |       | 47-56 | 47-39 |
| Ricciardi Taranto              | 56-59 | 69-47 | 64-43 | 57-52 | 54-45 | 71-51  | 73-50 | 69-61 |       | 58-49 |
| Fiamma Taranto                 | 47-59 | 52-34 | 59-46 | 58-68 | 51-40 | 61-30  | 40-46 | 38-33 | 50-69 |       |

### Girone calabrese
- Vinto dall'AICS Reggio Calabria

### Girone siciliano occidentale[1]
- Vinto dalla Cestistica Palermitana
- Cestistica Trapani
- Dopolavoro Virtus Trapani
- Libertas Agrigento
- Pol. Nissena
- Pol. Vittorioso Palermo

### Girone siciliano orientale[2]

#### Classifica
|  |    | Classifica finale 1964-1965 | Pt | G  | V  | P  | PtF | PtS |
|  | -- | --------------------------- | -- | -- | -- | -- | --- | --- |
|  | 1. | Gad Etna Catania            | 26 | 14 | 12 | 2  | 697 | 492 |
|  | 2. | Sport Club Messina          | 25 | 14 | 11 | 3  | 697 | 579 |
|  | 3. | Rodriquez Messina           | 23 | 14 | 9  | 5  | 665 | 556 |
|  | 4. | Amatori Ragusa              | 21 | 14 | 7  | 7  | 580 | 587 |
|  | 5. | Diana Comiso                | 20 | 14 | 6  | 8  | 702 | 609 |
|  | 6. | Mosaici Piazza Armerina     | 20 | 14 | 6  | 8  | 576 | 587 |
|  | 7. | Libertas Ferrara Milazzo    | 19 | 14 | 5  | 9  | 564 | 713 |
|  | 8. | Nizza (-2)                  | 12 | 14 | 0  | 14 | 310 | 668 |
|  | 9. | Giarre (ritirato)           | -  | -  | -  | -  | -   | -   |

- Nizza penalizzato di 2 punti per 2 rinunce.

#### Risultati
| Risultati                | ARM   | CAT   | COM   | SME   | MIL   | NIZ   | RAG   | RME   |
| ------------------------ | ----- | ----- | ----- | ----- | ----- | ----- | ----- | ----- |
| Mosaici Piazza Armerina  |       | 0-2   | 54-52 | 57-46 | 51-48 | 2-0   | 47-43 | 39-44 |
| Gad Etna Catania         | 63-51 |       | 60-35 | 56-46 | 52-27 | 72-19 | 60-45 | 40-32 |
| Diana Comiso             | 82-58 | 41-30 |       | 37-43 | 73-30 | 78-20 | 55-35 | 46-55 |
| Sport Club Messina       | 46-41 | 44-40 | 49-46 |       | 64-40 | 59-21 | 42-52 | 51-29 |
| Libertas Ferrara Milazzo | 50-49 | 36-60 | 39-38 | 49-61 |       | 48-31 | 46-42 | 31-53 |
| Nizza                    | 18-50 | 31-67 | 35-39 | 27-46 | 32-38 |       | 19-51 | 39-48 |
| Hiblea Amatori Ragusa    | 38-37 | 38-43 | 55-52 | 50-56 | 43-40 | 2-0   |       | 49-38 |
| Rodriquez Messina        | 55-40 | 47-52 | 46-28 | 34-44 | 64-42 | 68-18 | 52-37 |       |

## Seconda fase

### Primo concentramento
- Pro Patria S. Pellegrino Milano

### Secondo concentramento (Rimini)
- Teramo Basket, Nuova Pallacanestro Bari, Leacril Edison Marghera, CUS Perugia, Hausbrandt Trieste

Vinto dal Teramo Basket

### Terzo concentramento (Grosseto)

#### Risultati
| Grosseto 23 aprile 1965 | Italsider Genova | 62 – 59 (30-26) | Esperia Cagliari |  |

| Grosseto 23 aprile 1965 | Libertas Rimini | – | Cestistica Civitavecchia |  |

| Grosseto 24 aprile 1965 | Italsider Genova | 49 – 33 (22-19) | Cestistica Civitavecchia |  |

| Grosseto 24 aprile 1965 | Libertas Rimini | – | Esperia Cagliari |  |

| Grosseto 25 aprile 1965 | Italsider Genova | 52 – 49 (30-20) | Libertas Rimini |  |

| Grosseto 25 aprile 1965 | Cestistica Civitavecchia | – | Esperia Cagliari |  |

#### Classifica
|  |    | Classifica finale 1964-1965 | Pt | G | V | P | PtF | PtS |
|  | -- | --------------------------- | -- | - | - | - | --- | --- |
|  | 1. | Italsider Genova            | 6  | 3 | 3 | 0 | 163 | 141 |
|  | 2. | Libertas Rimini             | 5  | 3 | 2 | 1 | -   | -   |
|  | 3. | Cestistica Civitavecchia    | 4  | 3 | 1 | 2 | -   | -   |
|  | 4. | Esperia Cagliari            | 3  | 3 | 0 | 3 | -   | -   |

### Quarto concentramento (Potenza)
- Gad Etna Catania rinuncia[3]

### Risultati
| Potenza 24 aprile 1965 | AICS Reggio Calabria | 51 – 76 | Juventus Caserta |  |

| Potenza 24 aprile 1965 | Cestistica Palermitana | 54 – 47 | Sporting Club Matera |  |

| Potenza 25 aprile 1965 | AICS Reggio Calabria | 64 – 69 dopo 1 t.s. | Sporting Club Matera |  |

| Potenza 25 aprile 1965 | Juventus Caserta | 75 – 50 | Cestistica Palermitana |  |

## Girone finale

### Risultati
| Roma 14 maggio 1965 | Italsider Genova | 70 – 58 (23-20) | Juventus Caserta |  |

| Roma 14 maggio 1965 | Pro Patria S. Pellegrino Milano | – | Basket Teramo |  |

| Roma 15 maggio 1965 | Pro Patria S. Pellegrino Milano | 65 – 62 (23-28) | Italsider Genova |  |

| Roma 15 maggio 1965 | Juventus Caserta | – | Basket Teramo |  |

| Roma 16 maggio 1965 | Italsider Genova | 92 – 64 (41-26) | Basket Teramo |  |

| Roma 16 maggio 1965 | Pro Patria S. Pellegrino Milano | – | Juventus Caserta |  |

### Classifica
|  |    | Classifica finale 1964-1965      | Pt | G | V | P | PtF | PtS |
|  | -- | -------------------------------- | -- | - | - | - | --- | --- |
|  | 1. | Pro Patria San Pellegrino Milano | 6  | 3 | 3 | 0 | -   | -   |
|  | 2. | Italsider Genova                 | 5  | 3 | 2 | 1 | 224 | 187 |
|  | 3. | Juventus Caserta                 | 4  | 3 | 1 | 2 | -   | -   |
|  | 4. | Teramo Basket                    | 3  | 3 | 0 | 3 | -   | -   |

## Verdetti
- Pro Patria San Pellegrino Milano e Italsider Genova parteciperanno al campionato di serie B del 1965-1966, la seconda serie dopo la riforma dei campionati.